# Новоселівка (Новоукраїнський район)
Новосе́лівка — селище в Україні, у Рівнянській сільській громаді Новоукраїнського району Кіровоградської області. Населення становить 276 осіб. Відстань до райцентру становить понад 30 км і проходить автошляхом місцевого значення. Селище розташоване на кордоні Кіровоградської та Миколаївської областей.
В селищі народився повний кавалер ордену Слави, позбавлений усіх нагород Іван Горошко.

## Населення
Згідно з переписом УРСР 1989 року чисельність наявного населення селища становила 335 осіб, з яких 147 чоловіків та 188 жінок.
За переписом населення України 2001 року в селищі мешкало 276 осіб.

### Мова
Розподіл населення за рідною мовою за даними перепису 2001 року:
| Мова       | Відсоток |
| ---------- | -------- |
| українська | 95,29 %  |
| молдовська | 2,17 %   |
| білоруська | 1,81 %   |
| російська  | 0,72 %   |